# Audiència Provincial de Girona
L'Audiència provincial de Girona és un tribunal de justícia que opera dins l'àmbit territorial de la província de Girona i té la seu al número 1 de la plaça de Josep Maria Lidón Corbí de la ciutat de Girona. El president de l'Audiència és el magistrat Fernando Lacaba Sánchez.

## Història[3]

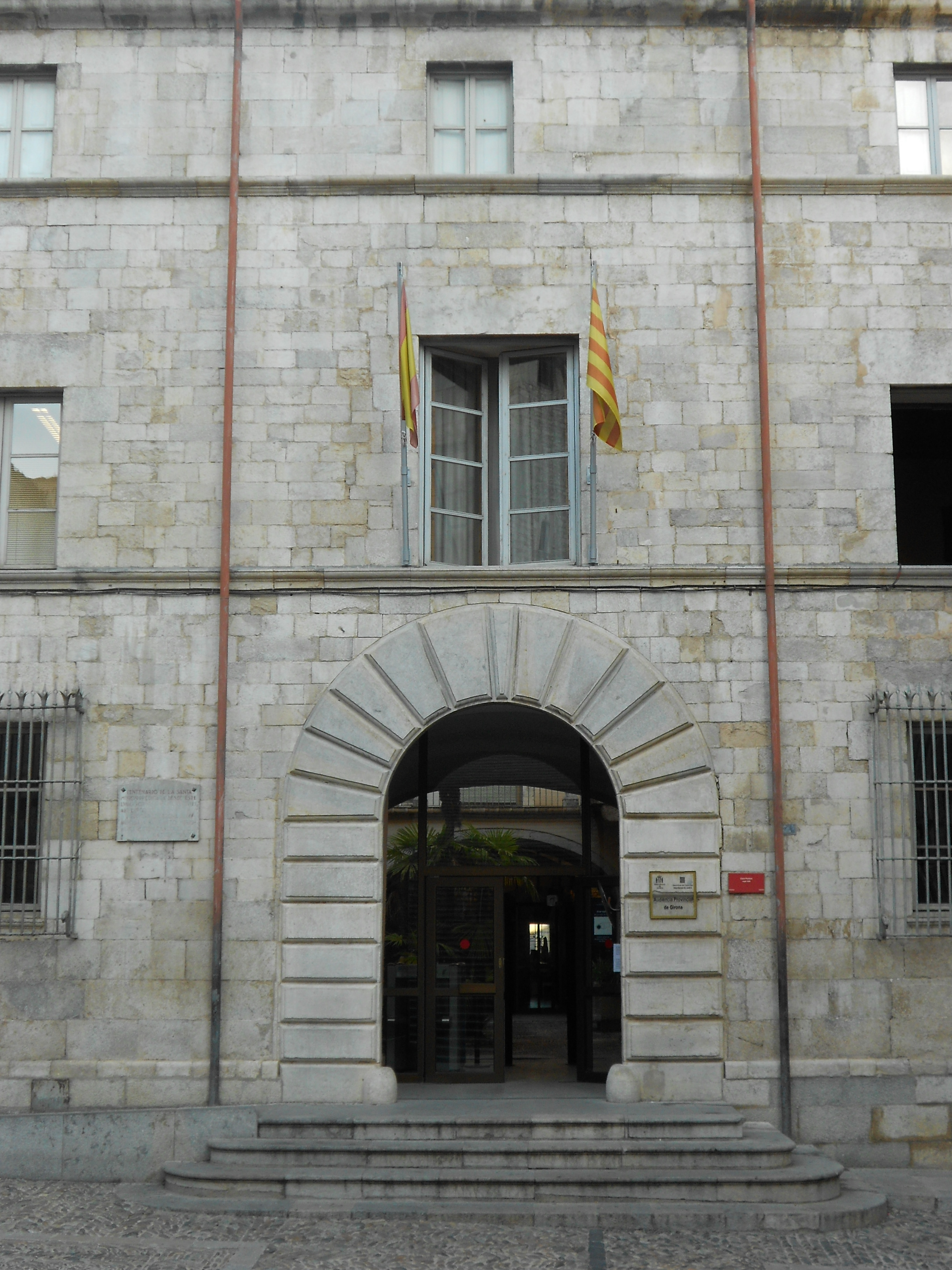
La Casa Pastors.

L'Audiència de Girona va sorgir arran del reial decret del 14 d'octubre de 1882. Se'n van crear 80 a Espanya, un per a cada districte. Es deien Audiència Penal (Audiencia de lo Criminal). A la demarcació de Girona hi havia dos districtes; un, Olot i Figueres, i l'altre, Girona, la Bisbal d'Empordà, Santa Coloma de Farners i Puigcerdà. L'any 1892, l'Estat espanyol va decidir, per qüestions econòmiques, deixar una Audiència per província. Això va provocar la desaparició de l'Audiència de Figueres. A partir de l'any següent, l'Audiència de Girona es va passar a dir provincial.
El tribunal de l'Audiència de Girona es va constituir el 2 de gener de 1883. El president del jurat va ser el magistrat Pedro Grande Rueda. Els altres dos magistrats van ser Ceferino Gutiérrez Alonso i Francisco Batlle Cabanellas. El fiscal va ser Salvador Viada Vilaseca.
L'Ajuntament va preveure ubicar l'Audiència a l'edifici de les Àligues, que era l'antiga Universitat. Es va fer un projecte, però l'alt cost de rehabilitació va fer que es busquessin altres locals. Així, l'Audiència es va inaugurar en un edifici del carrer de la Força, al costat de l'Institut Vell. Fins aquell moment, l'Ajuntament tenia arrendat l'immoble com a escola. L'Audiència es va posar en marxa el 3 de gener de 1883 i el primer judici es va celebrar el 27 de febrer.
Davant el mal estat de l'immoble, es va buscar un altre edifici. I es va decidir ubicar l'Audiència a l'escola de nova construcció que es va fer al carrer Santa Clara, al Mercadal, al costat de la central elèctrica. El trasllat al nou edifici es va fer l'any 1890. Però van detectar-se ben aviat nous problemes, especialment humitat i il·luminació.

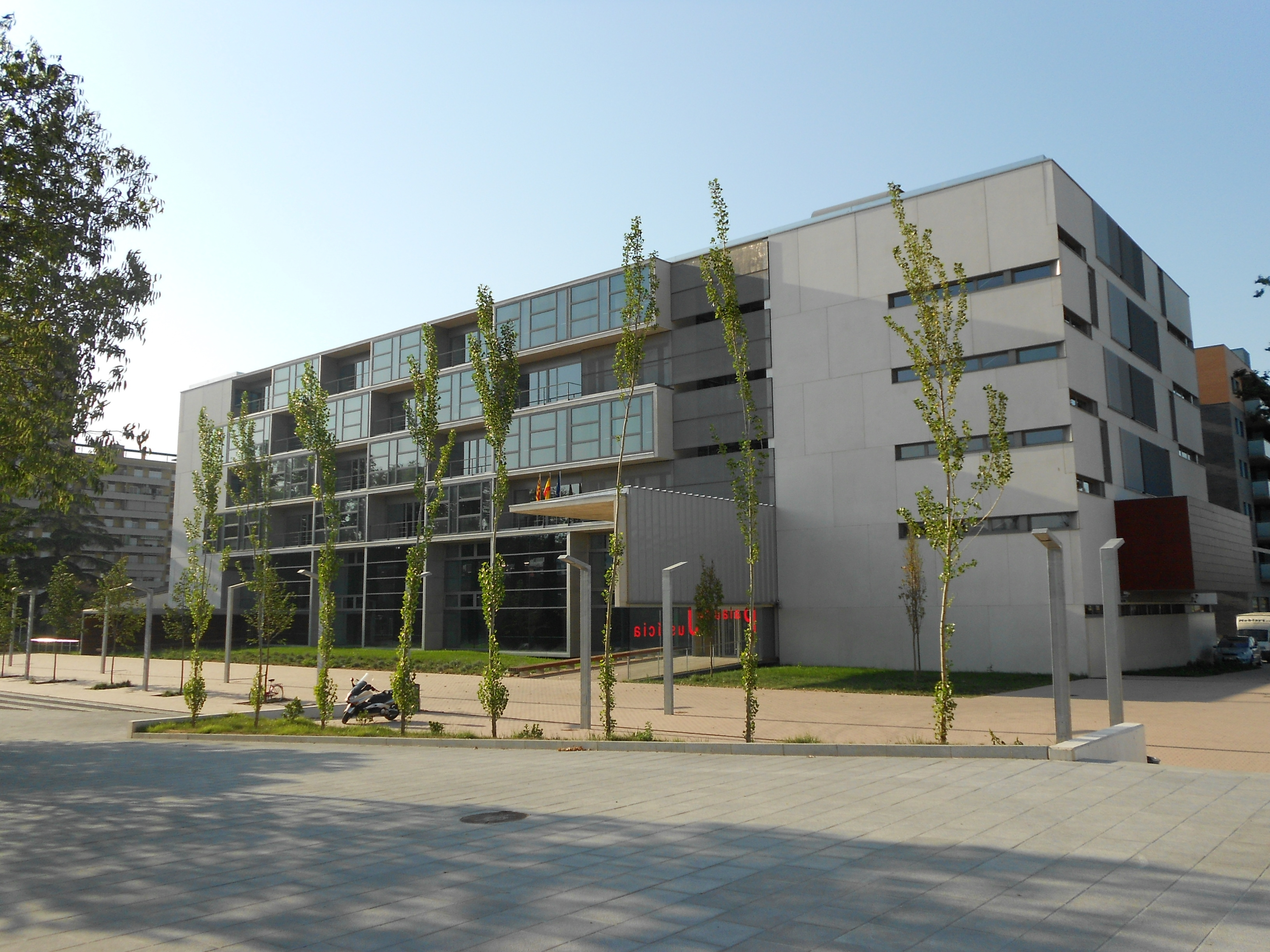
El nou Palau de Justícia de Girona.

L'any 1905, l'Ajuntament va permutar l'edifici escola-jutjats per la Casa Pastors, a la plaça de la Catedral, al nucli antic. L'Audiència va ocupar la Casa Pastors el 1907. També van ocupar l'edifici els jutjats municipals i del partit judicial. Per això, l'edifici es va passar a dir Palau de Justícia.
L'any 1959, l'Ajuntament va cedir la Casa Pastors a l'Estat espanyol davant la impossibilitat de poder assumir la seva reforma. L'Estat va acceptar la cessió el 1961 i va decidir fer una rehabilitació general de tot l'immoble entre els anys 1970 i 1973. Durant les obres, l'Audiència va estar a l'hotel dels Italians, al carrer Ciutadans. La reforma es va inaugurar el 1973.
 Va restar en aquest immoble fins a l'any 2012, en què es va traslladar a l'edifici actual, als afores de la ciutat.
El nou edifici, a part de l'Audiència, també alberga els serveis del Departament de Justícia de la Generalitat, la fiscalia i els jutjats de menors, els socials, els penals i els contenciosos administratius.

## Presidents[3]
| - Pedro Grande Rueda - Ceferino Gutiérrez Alonso - Julián Menéndez de Luarca Rodríguez - Antonio Pinazo Ayllón - Rafael Hernández Villarejo - Miguel Iso Morea - Octavio Cullá Serra - Cristóbal Gironés Puerto - Hermenegildo Miró Romo - Vicente Agustín Santandreu Herrando - Francisco de Paula Renart Golibart | - Manuel Gómez Quintana - Juan Saval Sacristán - Juan José García Pons - Felipe Rey Gutiérrez - Antonio Gutiérrez Domínguez - Ramón de Páramo Jiménez - Pedro José Moreno Torres - Emilio Viñals Estellés - Luis de la Torre Leiva - Pedro de Benito Varela - Enrique de la Blanca González | - Agustín Altés Pallás - Clemente del Pino Sáinz - Joaquín Vilches Burgos - Apolinar de Cáceres Gordo - Abel Velilla Sarasola - Joaquim Bohigas Serramalera - Lluís Franquesa Feliu - Pascual Galbe Loshuertos - Ernest Coch Juvé - Joaquín Álvarez Soto-Juve - Carlos Galán Calderón | - Juan Santamaria Ansa - Antonio Villegas Gallifa - Juan Higueras Sabater - Joaquín Castro Mateo - Carlos Obiols Taberner - José María de Mesa Fernández - José de la Torre Ruiz - Francisco Soto Nieto - Miguel Pérez Capella - Fernando Lacaba Sánchez |  |